# Patsy Ferran
Patricia „Patsy“ Ferran (* 25. November 1989 in Valencia) ist eine spanisch-britische Schauspielerin. 

## Leben und Karriere

### Herkunft und Ausbildung
Ferrans Eltern sind beide Spanier: ihr Vater stammt aus Barcelona, ihre Mutter aus Valencia. In letzterer Stadt wurde auch Ferran, das mittlere Kind ihrer Eltern, geboren. Als sie drei Monate alt war, zog die Familie nach England. In Weybridge besuchte sie eine Klosterschule, an der sie Schauspiel für ihr A-Level belegte. Danach studierte sie Schauspiel an der University of Birmingham und ging anschließend an die Royal Academy of Dramatic Art, die sie 2014 abschloss. In ihrem letzten Jahr spielte sie in Blithe Spirit neben Angela Lansbury und als Jim in der Schatzinsel im Royal National Theatre. Für beide Produktionen zusammen erhielt sie einen Critics’ Circle Theatre Award als Vielversprechendste Newcomerin. Im Observer nannte Susannah Clap Ferran „eine der besten jungen Schauspieler, die [sie] in einer Dekade gesehen [hat].“

### Theater
Die Schatzinsel war inszeniert von Polly Findlay, unter der Ferran in den Folgejahren auch in Der Kaufmann von Venedig für die Royal Shakespeare Company und in Wie es euch gefällt im Royal National Theatre spielte. 2018 performte Ferran im Royal Court Theatre die One-Woman-Show My Mum’s a Twat und spielte in Summer and Smoke. Die von den Kritikern hochgelobte Inszenierung von Rebecca Frecknall fand zuerst im Almeida Theatre statt und wanderte dann zum West End über. Ferran wurde mit einem Critics’ Circle Theatre Award und einem Laurence Olivier Award als Beste Hauptdarstellerin ausgezeichnet. Frecknall besetzte Ferran 2019 auch für die Drei Schwestern.
Ab Dezember 2022 inszenierte Frecknall das Londoner Revival von Endstation Sehnsucht. Ferran übernahm zum Jahreswechsel die weibliche Hauptrolle der Blanche DuBois nur eine Woche vor Beginn der Aufführungszeit, nachdem sich die eigentlich intendierte Schauspielerin Lydia Wilson verletzt hatte, und spielte neben Paul Mescal und Anjana Vasan. Die Inszenierung ging danach an den West End, wo alle drei Schauspieler für einen Laurence Olivier Award nominiert wurden, den Ferran nicht gewann. Mescal aber hob sie in seiner Dankesrede hervor als „Schauspielzauberin.“ Später im Jahr 2023 spielte Ferran auch die Eliza Dolittle in Pygmalion. Ferran und Mescal führten Endstation Sehnsucht ab Februar 2025 off-Broadway in der Brooklyn Academy of Music auf.

### Fernsehen/Film
Ferran war 2017 in ersten kleinen Film- und Episodenrollen zu sehen, hatte aber auch gleich ihre erste mehrjährige Serienrolle in Jamestown von 2017 bis 2019. Filme und Miniserien folgten etwa mit Black Narcissus und Life After Life. 2025 erschien Ferran in Miss Austen als Jane Austen und in einer Episode der Anthologieserie Black Mirror.

## Persönliches
Ferran ist verheiratet und lebt mit ihrem Mann in Marylebone.

## Theaterauftritte
- 2014: Blithe Spirit (Gielgud Theatre)
- 2014: Angry Brigade (u. a. Theatre Royal Plymouth und Watford Palace Theatre)
- 2014: Treasure Island (Royal National Theatre)
- 2015: The Merchant of Venice (Royal Shakespeare Company)
- 2016: As You Like It (Royal National Theatre)
- 2017: Speech & Debate (Trafalgar Studios)
- 2018: My Mum’s a Twat (Royal Court Theatre)
- 2018: Summer and Smoke (Almeida Theatre und Duke of York’s Theatre)
- 2019: Three Sisters (Almeida Theatre)
- 2020: Who’s Afraid of Virginia Woolf? (Booth Theatre)
- 2020: A Christmas Carol (Bridge Theatre)
- 2021: Camp Siegfried (Old Vic Theatre)
- 2022–2023, 2025: A Streetcar Named Desire (Almeida Theatre, Phoenix Theatre, Brooklyn Academy of Music)
- 2023: Pygmalion (Old Vic Theatre)

## Filmografie
- 2017: God’s Own Country
- 2017: Guerrilla (Miniserie, 2 Episoden)
- 2017: Tulpenfieber (Tulip Fever)
- 2017: Will (Fernsehserie, 1 Episode)
- 2017: Die dunkelste Stunde (The Darkest Hour)
- 2017–2019: Jamestown (Fernsehserie, 24 Episoden)
- 2019: Johanna – Eine (un)typische Heldin (How to Build a Girl)
- 2020: Black Narcissus (Miniserie, 3 Episoden)
- 2021: Tom & Jerry
- 2021: Ein Festtag (Mothering Sunday)
- 2022: Living – Einmal wirklich leben (Living)
- 2022: Life After Life (Miniserie, 4 Episoden)
- 2023: Firebrand
- 2023: White Bird
- 2025: Miss Austen (Miniserie, 4 Episoden)
- 2025: Mickey 17
- 2025: Hot Milk
- 2025: Black Mirror (Fernsehserie, Episode 7x5)

## Auszeichnungen und Nominierungen
Theater
- 2014 Critics’ Circle Theatre Award: Auszeichnung mit dem Jack Tinker Award als Vielversprechendste Newcomerin (für Blithe Spirit und Treasure Island)
- 2015 Evening Standard Theatre Award: Nominierung für den Emerging Talent Award
- 2019 (für Summer and Smoke):
  - Laurence Olivier Award: Auszeichnung als Beste Schauspielerin
  - Critics’ Circle Theatre Award: Auszeichnung als Beste Schauspielerin
  - WhatsOnStage Award: Nominierung als Beste Schauspielerin in einem Stück
- 2023 Laurence Olivier Award: Nominierung als Beste Schauspielerin für A Streetcar Named Desire